# انتزو ریچونی
انتزو ریچونی (ایتالیایی: Enzo Riccioni) فیلم‌بردار بود.
از فیلم‌ها یا مجموعه‌های تلویزیونی که وی در آن‌ها نقش داشته‌است، می‌توان به دورا نلسون و فورتوناتو اشاره نمود.